# Milcovățu
Milcovățu – wieś w Rumunii, w okręgu Giurgiu, w gminie Letca Nouă. W 2011 roku liczyła 1537 mieszkańców.